# Tortoreta alablava
La tortoreta alablava (Turtur afer) és un és una tórtora, per tant un ocell de la família dels colúmbids (Columbidae) que habita zones amb arbres de l'Àfrica Equatorial, des del Senegal cap a l'est fins a Eritrea i Etiòpia, i cap al sud fins a Angola, Zàmbia, Zimbàbue i Moçambic.